# The Devil Is a Part-Timer!
The Devil Is a Part-Timer! (jap. はたらく魔王さま! Hataraku maō-sama!, dosł. „Pracujący król demonów!” lub „Władca demonów w pracy!”) – seria light novel napisana przez Satoshiego Wagaharę i zilustrowana przez 029, publikowana nakładem wydawnictwa ASCII Media Works od lutego 2011 do sierpnia 2020.
Na jej podstawie powstała manga publikowana od grudnia 2011 do maja 2025 na łamach magazynu „Dengeki Daioh” oraz 13-odcinkowy serial anime, wyprodukowany przez studio White Fox, który emitowano między kwietniem a czerwcem 2013. Drugi sezon wyprodukowało studio 3Hz, a jego emisja trwała od lipca do września 2022. Druga część sezonu była emitowana od lipca do września 2023.

## Fabuła
Władca demonów Satan stara się podbić świat zwany Ente Islą, anektując większość kontynentów z pomocą swoich demonicznych generałów: Alciela, Lucifera, Malacody i Adramelecha. Po konfrontacji z bohaterką Emilią i jej towarzyszami, Malacoda i Adramelech giną, a Satan i Alciel uciekają ze świata Ente Isli przez bramę do współczesnego Tokio w Japonii. Jednak z powodu braku magii we współczesnym świecie, zarówno Satan jak i Alciel zmieniają się w formy reprezentujące to, jak wyglądaliby, gdyby byli ludźmi. Aby przetrwać, Satan podejmuje pracę na część etatu w restauracji fast food o nazwie MgRonald’s, podczas gdy Alciel zajmuje się pracami domowymi i poszukiwaniem informacji, jak odzyskać ich utracone moce. Pewnego dnia Satan, który teraz nazywa się Sadao Maou, spotyka jednak dziewczynę imieniem Emi Yusa, która w rzeczywistości jest Emilią.

## Bohaterowie

### Główni
- Sadao Maou (jap. 真奥 貞夫 Maō Sadao) / Satan Jacob (jap. サタン・ジャコブ Satan Jakobu)

Seiyū: Shinobu Matsumoto (drama CD), Ryōta Ōsaka (anime) 
- Emi Yusa (jap. 遊佐 恵美 Yusa Emi) / Emilia Justina (jap. エミリア・ユスティーナ Emiria Yusutīna)

Seiyū: Yū Asakawa (drama CD), Yōko Hikasa (anime) 
- Shirō Ashiya (jap. 芦屋 四郎 Ashiya Shirō) / Alciel (jap. アルシエル Arushieru)

Seiyū: Takehito Koyasu (drama CD), Yūki Ono (anime) 
- Chiho Sasaki (jap. 佐々木 千穂 Sasaki Chiho)

Seiyū: Nao Tōyama 
- Hanzō Urushihara (jap. 漆原 半蔵 Urushihara Hanzō) / Lucifer (jap. ルシフェル Rushiferu)

Seiyū: Hiro Shimono 
- Suzuno Kamazuki (jap. 鎌月 鈴乃 Kamazuki Suzuno) / Crestia Bell (jap. クレスティア・ベル Kuresutia Beru)

Seiyū: Kanae Itō 

### Pozostali
- Rika Suzuki (jap. 鈴木 梨香 Suzuki Rika)

Seiyū: Asuka Nishi 
- Mayumi Kisaki (jap. 木崎 真弓 Kisaki Mayumi)

Seiyū: Yumi Uchiyama 
- Emeralda Etuva (jap. エメラダ・エトゥーヴァ Emerada Etūva)

Seiyū: Azumi Asakura 
- Albert Ende (jap. アルバート・エンデ Arubāto Ende)

Seiyū: Hiroki Yasumoto 
- Olba Meyer (jap. オルバ・メイヤー Oruba Meiyā)

Seiyū: Katsuhisa Hōki 
- Mitsuki Sarue (jap. 猿江 三月 Sarue Mitsuki) / Sariel (jap. サリエル Sarieru)

Seiyū: Yūichi Iguchi 
- Miki Shiba (jap. 志波 美輝 Shiba Miki)

Seiyū: Kimiko Saitō 
- Amane Ooguro (jap. 志大黑 天祢 Ōguro Amane)

Seiyū: Yūko Kaida 
- Yuki Mizushima (jap. 水島 由姫 Mizushima Yuki)

Seiyū: Mamiko Noto 
- Alas Ramus (jap. アラス・ラムス Arasu Ramusu)

Seiyū: Hina Kino 
- Lailah (jap. ライラ Raira)

Seiyū: Kikuko Inoue 
- Nord Justina (jap. ノルド・ユスティーナ Norudo Yusutīna) / Hiroshi Satou (jap. サトウヒロシ Satō Hiroshi)

Seiyū: Atsushi Ono 
- Gabriel (jap. ガブリエル Gaburieru)

Seiyū: Takehito Koyasu 
- Camio (jap. カミーオ Kamīo)

Seiyū: Ken’ichi Ogata 
- Raguel (jap. ラグエル Ragueru)

Seiyū: Masaya Matsukaze 
- Kaori Shouji (jap. 東海林 佳織 Shōji Kaori)

Seiyū: Haruka Yamazaki 
- Senichi Sasaki (jap. 佐々木 千一 Sasaki Senichi)

Seiyū: Haruo Yamagishi 
- Riho Sasaki (jap. 佐々木 里穂 Sasaki Riho)

Seiyū: Takako Honda 

## Light novel
Seria została napisana przez Satoshiego Wagaharę i zilustrowana przez 029 (Oniku). Wagahara zgłosił pierwszy tom powieści, pierwotnie zatytułowanej Maōjō wa rokujō hitoma! (jap. 魔王城は六畳一間!), do 17. edycji konkursu Dengeki Shōsetsu Taishō organizowanego przez wydawnictwo ASCII Media Works, zdobywając srebrną nagrodę. Pierwszy tom został wydany 10 lutego 2011 nakładem wydawnictwa ASCII Media Works pod imprintem Dengeki Bunko, ostatni zaś miał ukazać się początkowo 10 lipca 2020, ale jego premiera została opóźniona do 7 sierpnia z powodu pandemii COVID-19. Seria składa się z 21 głównych powieści, dwóch prequeli, jednego spin-offu i czterech powieści bonusowych.
| Nr       | Data wydania (język japoński) | ISBN (język japoński)  |
| -------- | ----------------------------- | ---------------------- |
| 1        | 10 lutego 2011                | ISBN 978-4-04-870270-6 |
| 2        | 10 czerwca 2011               | ISBN 978-4-04-870547-9 |
| 3        | 10 listopada 2011             | ISBN 978-4-04-870815-9 |
| 4        | 10 lutego 2012                | ISBN 978-4-04-886344-5 |
| 5        | 10 czerwca 2012               | ISBN 978-4-04-886654-5 |
| 6        | 10 października 2012          | ISBN 978-4-04-886990-4 |
| 7        | 10 lutego 2013                | ISBN 978-4-04-891406-2 |
| 8        | 10 kwietnia 2013              | ISBN 978-4-04-891580-9 |
| 9        | 10 sierpnia 2013              | ISBN 978-4-04-891854-1 |
| 10       | 10 grudnia 2013               | ISBN 978-4-04-866161-4 |
| 11       | 10 maja 2014                  | ISBN 978-4-04-866554-4 |
| 0        | 10 września 2014              | ISBN 978-4-04-866900-9 |
| 12       | 10 lutego 2015                | ISBN 978-4-04-869252-6 |
| 13       | 10 czerwca 2015               | ISBN 978-4-04-865205-6 |
| 14       | 10 września 2015              | ISBN 978-4-04-865379-4 |
| 15       | 10 lutego 2016                | ISBN 978-4-04-865750-1 |
| 16       | 10 czerwca 2016               | ISBN 978-4-04-892118-3 |
| 0-II     | 10 września 2016              | ISBN 978-4-04-892358-3 |
| HS N!    | 10 lutego 2017                | ISBN 978-4-04-892667-6 |
| 17       | 10 maja 2017                  | ISBN 978-4-04-892892-2 |
| 18       | 10 stycznia 2018              | ISBN 978-4-04-893572-2 |
| SP       | 9 czerwca 2018                | ISBN 978-4-04-893877-8 |
| SP 2     | 10 sierpnia 2018              | ISBN 978-4-04-893915-7 |
| 19       | 7 września 2018               | ISBN 978-4-04-912022-6 |
| 20       | 7 grudnia 2018                | ISBN 978-4-04-912204-6 |
| Meshi    | 9 lutego 2019                 | ISBN 978-4-04-912326-5 |
| 21       | 7 sierpnia 2020               | ISBN 978-4-04-912678-5 |
| O kawari | 8 lipca 2022                  | ISBN 978-4-04-914281-5 |

## Manga
Adaptacja w formie mangi, zilustrowanej przez Akio Hiiragiego, ukazywała się od 27 grudnia 2011 do 27 maja 2025 w magazynie „Dengeki Daioh”. Wydawnictwo ASCII Media Works zebrało jej rozdziały do wydań w formacie tankōbon, których pierwszy tom ukazał się 27 czerwca tego samego roku. Ostatni, 24 tom, został wydany 26 czerwca 2025.
| Nr | Data wydania (język japoński) | ISBN (język japoński)  |
| -- | ----------------------------- | ---------------------- |
| 1  | 27 czerwca 2012               | ISBN 978-4-04-886721-4 |
| 2  | 15 grudnia 2012               | ISBN 978-4-04-891272-3 |
| 3  | 27 maja 2013                  | ISBN 978-4-04-891688-2 |
| 4  | 27 listopada 2013             | ISBN 978-4-04-866084-6 |
| 5  | 27 marca 2014                 | ISBN 978-4-04-866394-6 |
| 6  | 27 sierpnia 2014              | ISBN 978-4-04-886990-4 |
| 7  | 27 lutego 2015                | ISBN 978-4-04-869209-0 |
| 8  | 26 września 2015              | ISBN 978-4-04-865350-3 |
| 9  | 26 marca 2016                 | ISBN 978-4-04-865805-8 |
| 10 | 27 września 2016              | ISBN 978-4-04-892290-6 |
| 11 | 27 marca 2017                 | ISBN 978-4-04-892768-0 |
| 12 | 27 października 2017          | ISBN 978-4-04-893424-4 |
| 13 | 27 kwietnia 2018              | ISBN 978-4-04-893804-4 |
| 14 | 26 stycznia 2019              | ISBN 978-4-04-912291-6 |
| 15 | 26 lipca 2019                 | ISBN 978-4-04-912642-6 |
| 16 | 10 marca 2020                 | ISBN 978-4-04-913107-9 |
| 17 | 26 października 2020          | ISBN 978-4-04-913480-3 |
| 18 | 25 czerwca 2021               | ISBN 978-4-04-913856-6 |
| 19 | 26 lutego 2022                | ISBN 978-4-04-914257-0 |
| 20 | 27 października 2022          | ISBN 978-4-04-914656-1 |
| 21 | 26 maja 2023                  | ISBN 978-4-04-915057-5 |
| 22 | 26 grudnia 2023               | ISBN 978-4-04-915406-1 |
| 23 | 25 października 2024          | ISBN 978-4-04-915962-2 |
| 24 | 26 czerwca 2025               | ISBN 978-4-04-916452-7 |

### Spin-off
Spin-off osadzony w alternatywnym uniwersum, zatytułowany Hataraku maō-sama! High School! (jap. はたらく魔王さま！ハイスクール！ Hataraku maō-sama! Hai sukūru!), został napisany przez Satoshiego Wagaharę i zilustrowany przez Kurone Mishimę. Ukazywał się od 27 maja 2012 do 27 lutego 2015 w magazynie „Dengeki Maoh” wydawnictwa ASCII Media Works. Jego rozdziały zostały zebrane w 5 tankōbonach, wydanych między 26 stycznia 2013 a 24 kwietnia 2015.
| Nr | Data wydania (język japoński) | ISBN (język japoński)  |
| -- | ----------------------------- | ---------------------- |
| 1  | 26 stycznia 2013              | ISBN 978-4-048-91374-4 |
| 2  | 27 maja 2013                  | ISBN 978-4-048-91647-9 |
| 3  | 21 grudnia 2013               | ISBN 978-4-048-66184-3 |
| 4  | 27 września 2014              | ISBN 978-4-048-66872-9 |
| 5  | 27 kwietnia 2015              | ISBN 978-4-048-69300-4 |

### Inne
27 czerwca 2013 została wydana jednotomowa antologia mangi w formacie yonkoma.
Kolejny spin-off, zatytułowany Hataraku maō-sama no meshi! (jap. はたらく魔王さまのメシ！), został zilustrowany przez Ojiego Sadō i ukazuje się od 28 sierpnia 2019 w serwisie Comic Walker wydawnictwa Kadokawa. Następnie jego rozdziały zostały zebrane do wydań w formacie tankōbon, których pierwszy tom wydano 10 marca 2020. Według stanu na 27 października 2022, do tej pory opublikowano 4 tomy.
| Nr | Data wydania (język japoński) | ISBN (język japoński)  |
| -- | ----------------------------- | ---------------------- |
| 1  | 10 marca 2020                 | ISBN 978-4-04-913038-6 |
| 2  | 25 września 2020              | ISBN 978-4-04-913432-2 |
| 3  | 27 marca 2021                 | ISBN 978-4-04-913717-0 |
| 4  | 27 października 2022          | ISBN 978-4-04-914506-9 |

## Anime
Adaptacja w formie 13-odcinkowego telewizyjnego serialu anime została wyprodukowana przez studio White Fox i wyreżyserowana przez Naoto Hosodę. Scenariusz napisał Masahiro Yokotani, a Atsushi Ikariya dostosował do animacji projekty postaci autorstwa 029. Seria była emitowana między 4 kwietnia a 27 czerwca 2013. Prawa do streamingu nabyło Funimation. Po przejęciu Crunchyroll przez Sony, seria została przeniesiona do tegoż serwisu.
Drugi sezon został zapowiedziany 6 marca 2021 podczas wydarzenia Kadokawa Light Novel Expo 2020. Sezon ten, zatytułowany Hataraku maō-sama‼, został zanimowany przez studio 3Hz i wyreżyserowany przez Daisuke Tsukushiego. Postacie zaprojektował Yūdai Iino, głównym reżyserem animacji został zaś Yoshihiro Takeda. Reszta członków personelu powróciła do prac przy serialu. Anime było emitowane od 14 lipca do 29 września 2022 w stacji Tokyo MX i innych.
Po zakończeniu drugiego sezonu zapowiedziano powstanie sequela. Później potwierdzono, że będzie to druga część drugiego sezonu. Jego emisja rozpoczęła się 13 lipca i zakończyła 28 września 2023.

### Ścieżka dźwiękowa
| Sezon | Odcinki        | Tytuł                                         | Wykonawcy          | Źródło   |
|       | Czołówka       | Czołówka                                      | Czołówka           | Czołówka |
| ----- | -------------- | --------------------------------------------- | ------------------ | -------- |
| 1     | 1–13           | „Zero!!”                                      | Minami Kuribayashi | [ 83 ]   |
| 2     | 1–12           | „With”                                        | Minami Kuribayashi | [ 84 ]   |
| 2     | 13–24          | „Hikari no nai machi” (jap. 光のない街)       | Nano Ripe          | [ 85 ]   |
|       | Napisy końcowe |                                               |                    |          |
| 1     | 1–4, 6–12      | „Gekka” (jap. 月花)                           | Nano Ripe          | [ 83 ]   |
| 1     | 5              | „Star Chart” (jap. スターチャート Sutā chāto) | Nano Ripe          | [ 83 ]   |
| 1     | 13             | „Tsumabiku hitori” (jap. ツマビクヒトリ)      | Nano Ripe          | [ 83 ]   |
| 2     | 1–12           | „Mizukagami no sekai” (jap. 水鏡の世界)       | Marina Horiuchi    | [ 86 ]   |
| 2     | 13–24          | „Bloomin”                                     | Liyuu              | [ 85 ]   |